# Лассальянство

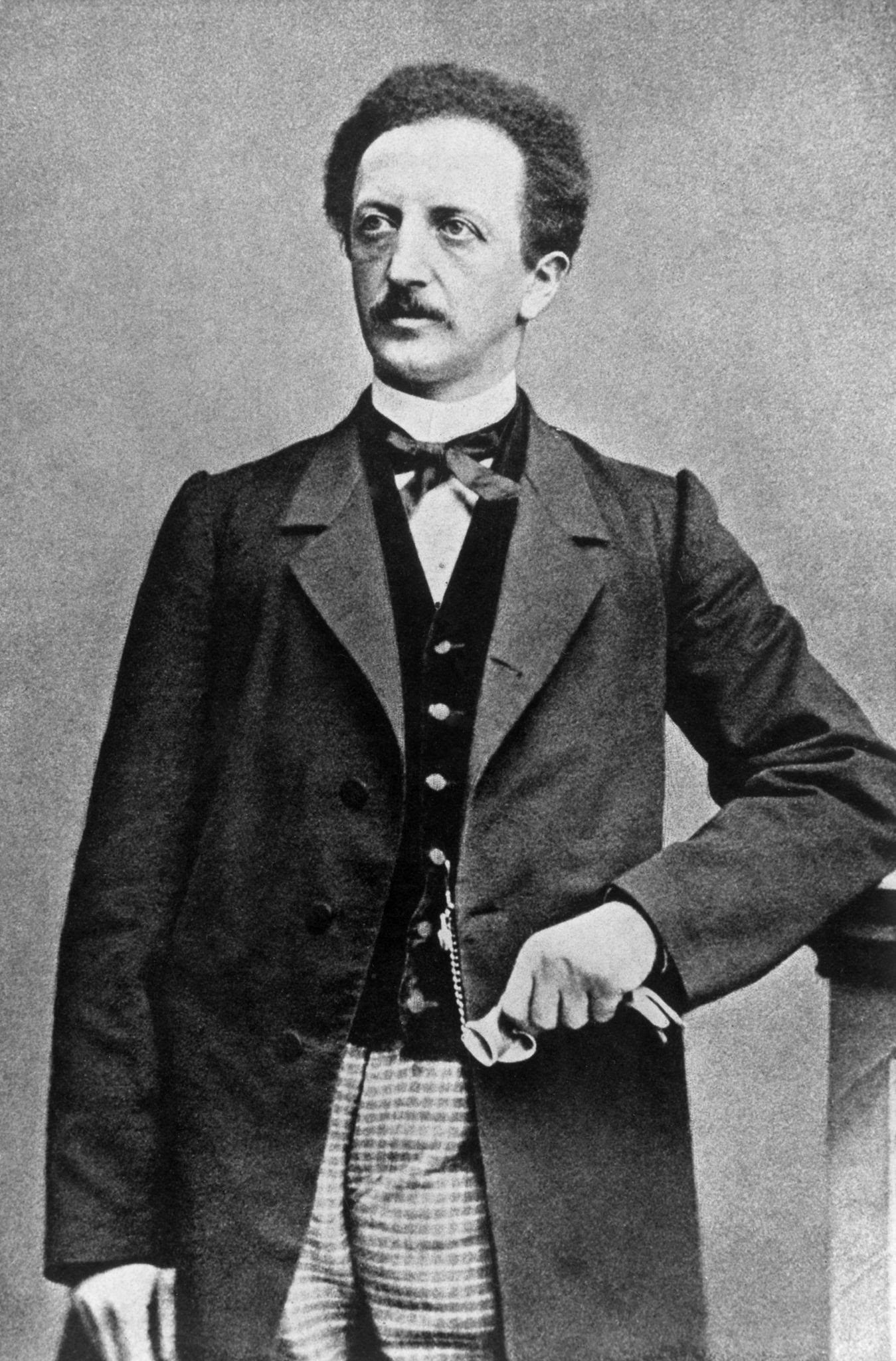
Фердинанд Лассаль — засновник лассальянства (1860 р.)

Лассальянство (нім. lassalleaner) — течія в робітничому русі, яка виникла на початку 1860-х в Німеччині. Отримала назву від імені свого основоположника Фердинанда Лассаля.
Базовими засадами течії стали гасла програми Всезагального німецького робітничого союзу, який був заснований 1863 року.
Прибічники ідеології (лассальянці) вважали державу вічною, надкласовою категорією, заперечували класову боротьбу і революцію. У період Першого Інтернаціоналу лассальянство істотно перешкоджало марксизму в німецькому робітничому русі, а також ставало на заваді створенню пролетарської партії в Німеччині.[ангажоване джерело]
Ряд положень лассальянства увійшли до Готської програми, пізніше розкритикованої Карлом Марксом у своїй праці, який вважав одним з головних завдань німецького пролетаріату подолання впливу лассальянства.
З критикою також виступали Фрідріх Енгельс та Володимир Ленін.
Напруженість між ласалізмом і марксизмом у Сполучених Штатах пізніше привернула увагу в «Історії робітничого руху в Сполучених Штатах» Філіпа С. Фонера, том II, та в «Лівих у Європі» Девіда Кота. Кауте стверджував, що марксисти у Європі отримали перевагу над ласалізмом після смерті Лассаля 1864 року.